# Gaku Shibasaki
Gaku Shibasaki (Noheji, 28. svibnja 1992.) japanski je nogometaš koji igra na poziciji veznog. Trenutačno igra za japanski klub Kashima Antlers.

## Vanjske poveznice
- National Football Teams